# Michał Rybiński
Michał Rybiński (ur. 18 października 1844 w Błudnikach, zm. 7 marca 1905 w Krakowie) – polski przyrodnik, entomolog, kustosz Muzeum Komisji Fizjograficznej PAU.
Syn Szymona Rybińskiego i Balbiny z Zaleskich. W 1870 uzyskał tytuł inżyniera na Politechnice Lwowskiej, od 1873 roku był urzędnikiem kolejowym w Tarnopolu. W latach 80. XIX wieku zaczął amatorsko kolekcjonować chrząszcze. Wśród opisanych przez niego gatunków jest wschodniokarpacki paleoendemit Choleva magnifica, przeniesiony przez Edmunda Reittera do oddzielnego rodzaju Rybinskiella, nazwanego na cześć odkrywcy.